# アラン・ボゴシアン
アラン・ボゴシアン（Alain Boghossian、1970年10月27日 - ）は、フランス・ディジョン出身の元サッカー選手である。アルメニア系フランス人。

## 経歴
オリンピック・マルセイユでのプレーをマルチェロ・リッピが注目し、SSCナポリ監督時に獲得を進言していたことから、1994-95シーズン、ナポリに移籍した。加入初年度は怪我を繰り返し、リーグ戦16試合に出場するに留まった。1995-96シーズンは、24試合に出場。1996-97シーズン、コッパ・イタリアの決勝に進出、ファンからは親しみを込めて、エイリアンというあだ名で呼ばれた1997-98シーズン、UCサンプドリアへと移籍、このシーズンのリーグ戦31試合で6得点を挙げるなど、レベルの高いプレーを披露、キャリアで最も良いシーズンの1つを送った。
1998-1999シーズン、ワールドかップ後に、ユヴェントスとインテルが獲得に動いたが、サンプドリアと金額が折り合わず、４年契約でパルマへ移籍することとなった。このシーズン、公式戦38試合で5得点、UEFAカップとコッパ・イタリアを優勝した。以降怪我での欠場が多く、活躍が出来なかったが、2001-02シーズン、2度目のコッパ・イタリアを制した。
2002-2003シーズンにエスパニョールへ移籍するが、怪我のためわずか5試合の出場にとどまり、2003年に僅か32歳で引退した。
フランス代表には1997年10月11日の南アフリカ共和国戦でデビュー、翌年の1998年ワールドカップでは、決勝のブラジル戦を含む5試合に出場（うち4試合は途中出場）して優勝メンバーの一員となった。EURO2000のメンバーからは、膝の負傷のため外れた。2002年ワールドカップではメンバーに入ったが、足首の怪我で試合出場はなかった。フランス代表では26試合2得点。
EURO2008の後、アシスタントコーチとしてフランス代表のスタッフに入り、2012年まで入閣していた。

## 代表歴

### 出場大会
- フランス代表
  - 1998 FIFAワールドカップ (優勝)
  - 2002 FIFAワールドカップ (グループリーグ敗退)

### 試合数
- 国際Aマッチ 26試合 2得点（1997年-2002年）[2]

| フランス代表 | 国際Aマッチ | 国際Aマッチ |
| 年           | 出場        | 得点        |
| ------------ | ----------- | ----------- |
| 1997         | 2           | 0           |
| 1998         | 12          | 2           |
| 1999         | 8           | 0           |
| 2000         | 0           | 0           |
| 2001         | 1           | 0           |
| 2002         | 3           | 0           |
| 通算         | 26          | 2           |

## タイトル

### クラブ
- パルマAC

UEFAカップ : 1998-99
コッパ・イタリア : 1998-99, 2001-02
スーペルコッパ・イタリア : 1999

### 代表
- フランス代表

FIFAワールドカップ : 1998